# (466259) 2013 JA48
(466259) 2013 JA48 es un asteroide perteneciente al cinturón de asteroides, descubierto el 2 de marzo de 2006 por el equipo Spacewatch desde el Observatorio Nacional de Kitt Peak (Arizona, Estados Unidos).